# Молодіжний центр Волині
Молодіжний центр Волині (МЦВ) — громадська організація, що діє в м. Луцьк, Україна. Надає відкритий простір для роботи, відпочинку та розвитку молодіжних організацій Волині за принципами доступності та спільної відповідальності. Молодіжний центр Волині працює у форматі коворкінгу чи хабу. 

## Історія центру

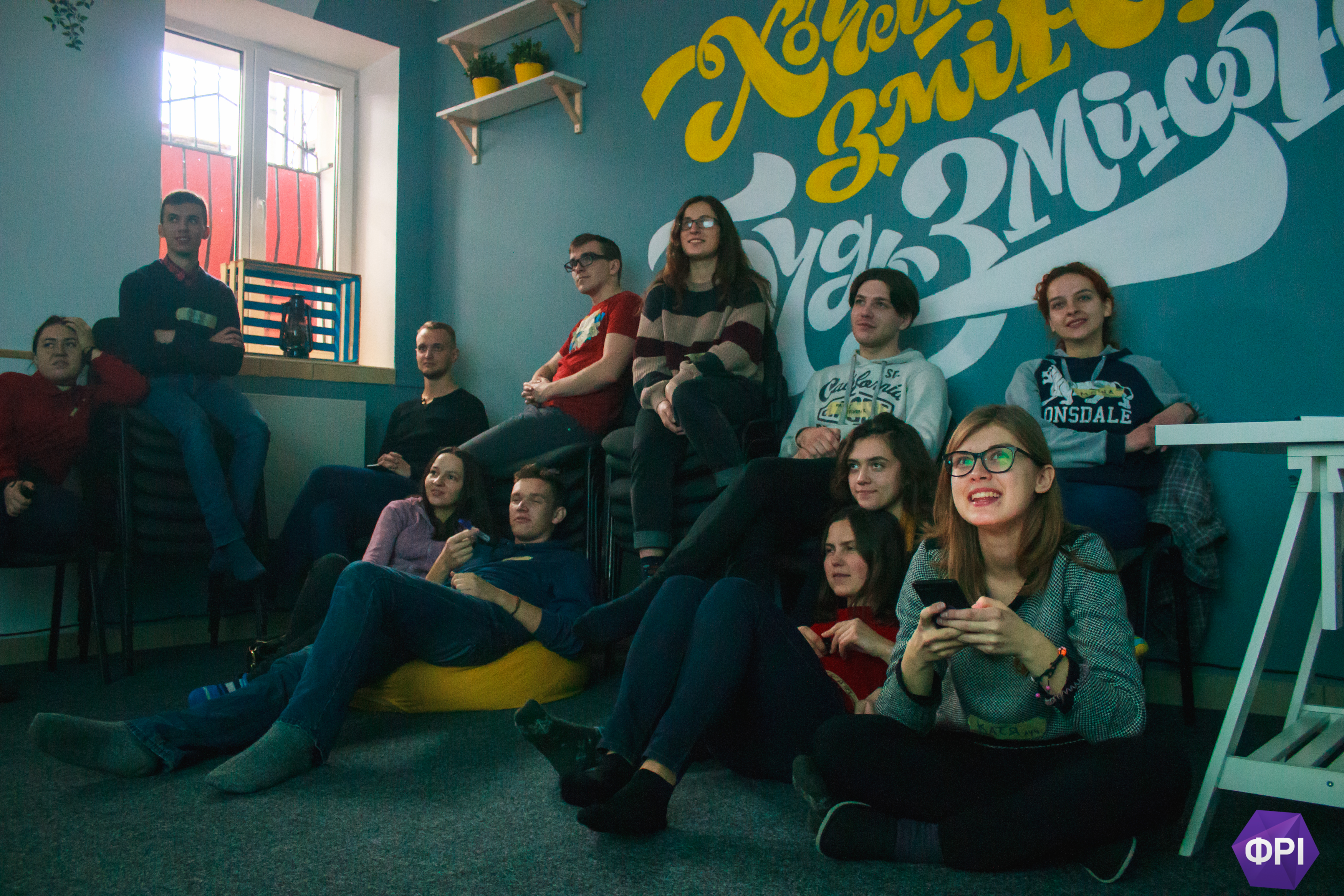
Тренінгова кімната (Action room)

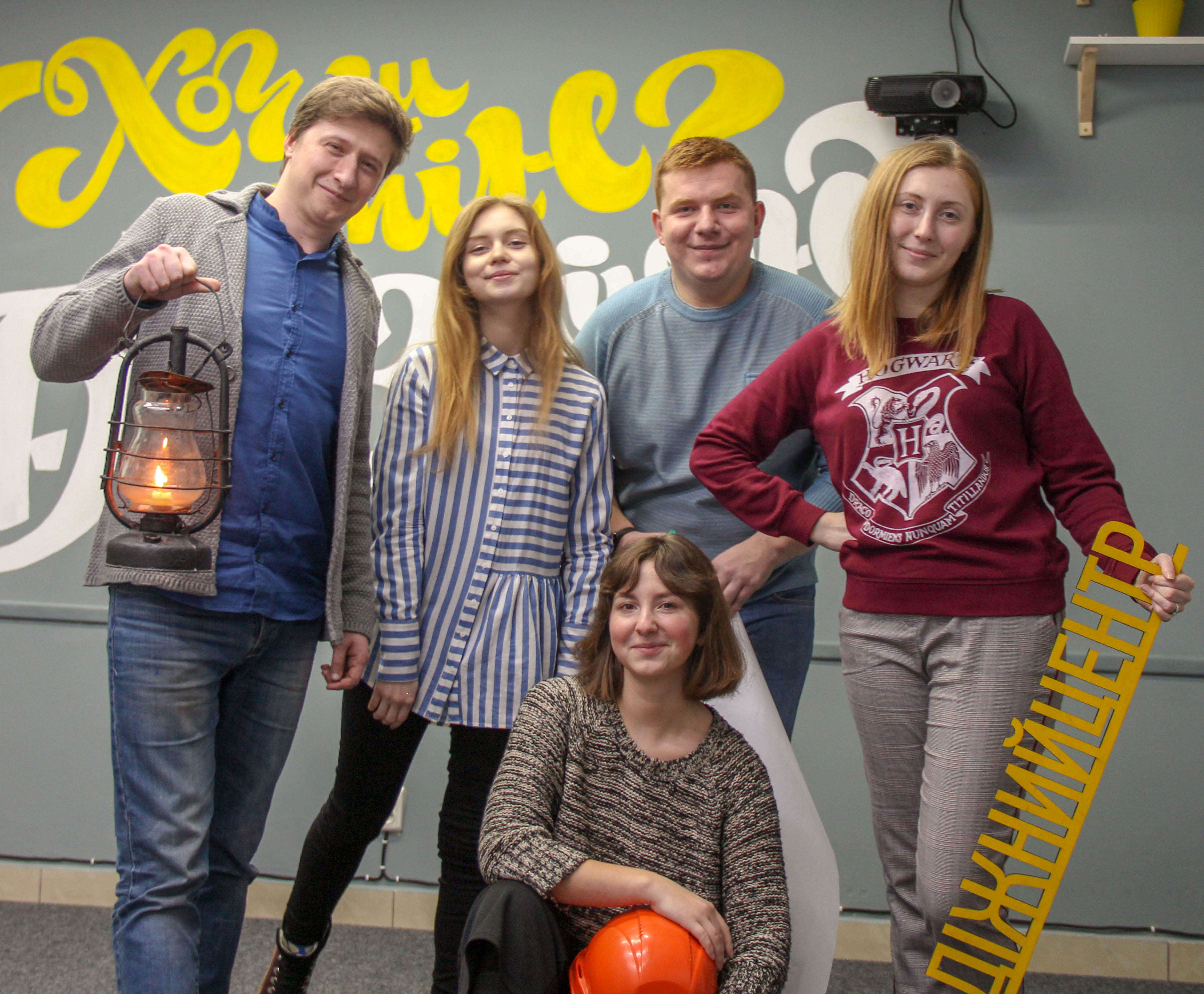
Працівники МЦВ (зліва направо): Захар Ткачук (координатор), Ольга Чепель (менеджер із краудфандингу), Дем'ян Петрик (менеджер з освітніх програм), Уляна Кашепа (менеджер із комунікацій), Юлія Ткачук (адміністратор).

У 2014 році ГО «Молодіжна Платформа» почала роботу над створенням ресурсного центру для організацій, що власне працювали у ній. Концепцію такого центру уже на той час прописав Народний депутат України — Іван Крулько та виклав її у законопроєкті. Цими документами та принципами й керувалася ініціативна група. 
Волинська Єпархія ПЦУ, та особисто Владика Михаїл підтримав таку ініціативу молодіжних організацій, та виділив приміщення в духовній семінарії Луцька (КП). 
1 липня 2015 року відбулося урочисте відкриття Молодіжного центру для громадських організацій за участю преси, громадських організацій, держслужбовців та духовенства. У 2016 році центр відкрив молодіжну галерею у своїх стінах — «Арт-коридор», де молоді художники мають можливість безкоштовно виставляти свої роботи для презентації та продажу.
Серед організацій, які працюють з молоддю та наразі базуються в Луцьку, є Луцький осередок Фундація регіональних ініціатив і ПЛАСТ на Волині, а також різноманітні ініціативні групи, як-от проєкти «Lutsk Night Cinema» (нічні кіноперегляди), «EnglishOK» (міжкультурні зустрічі) та «Дзиґа» (літературно-акустичні вечори). Усі зазначені ініціативи утворилися з волонтерського корпусу, який працює на базі молодіжного центру та має назву «МОПС» (молодіжний осередок прогресивного суспільства).
2019 році Молодіжний центр Волині заснував Клуб соціального інвестора з метою сприяння розвитку громадянського суспільства. Саме від нього значною мірою надходить фінансування Молодіжному центру.
Під час російського вторгнення в Україну 2022 року Молодіжний центр Волині починав працювати з платформою «СпівДія» і став координаційним хабом у Луцьку для допомоги переселенцям.

## Основні напрями діяльності

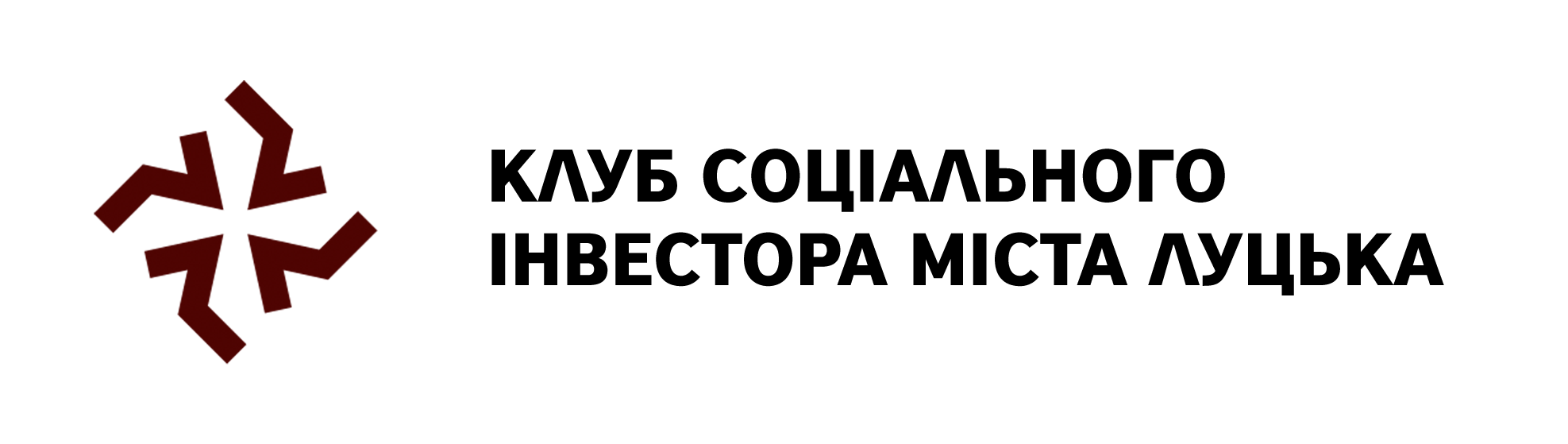
Офіційне лого клубу

- Кімната зборів (Meeting room)Розвиток м’яких навичок у молоді.

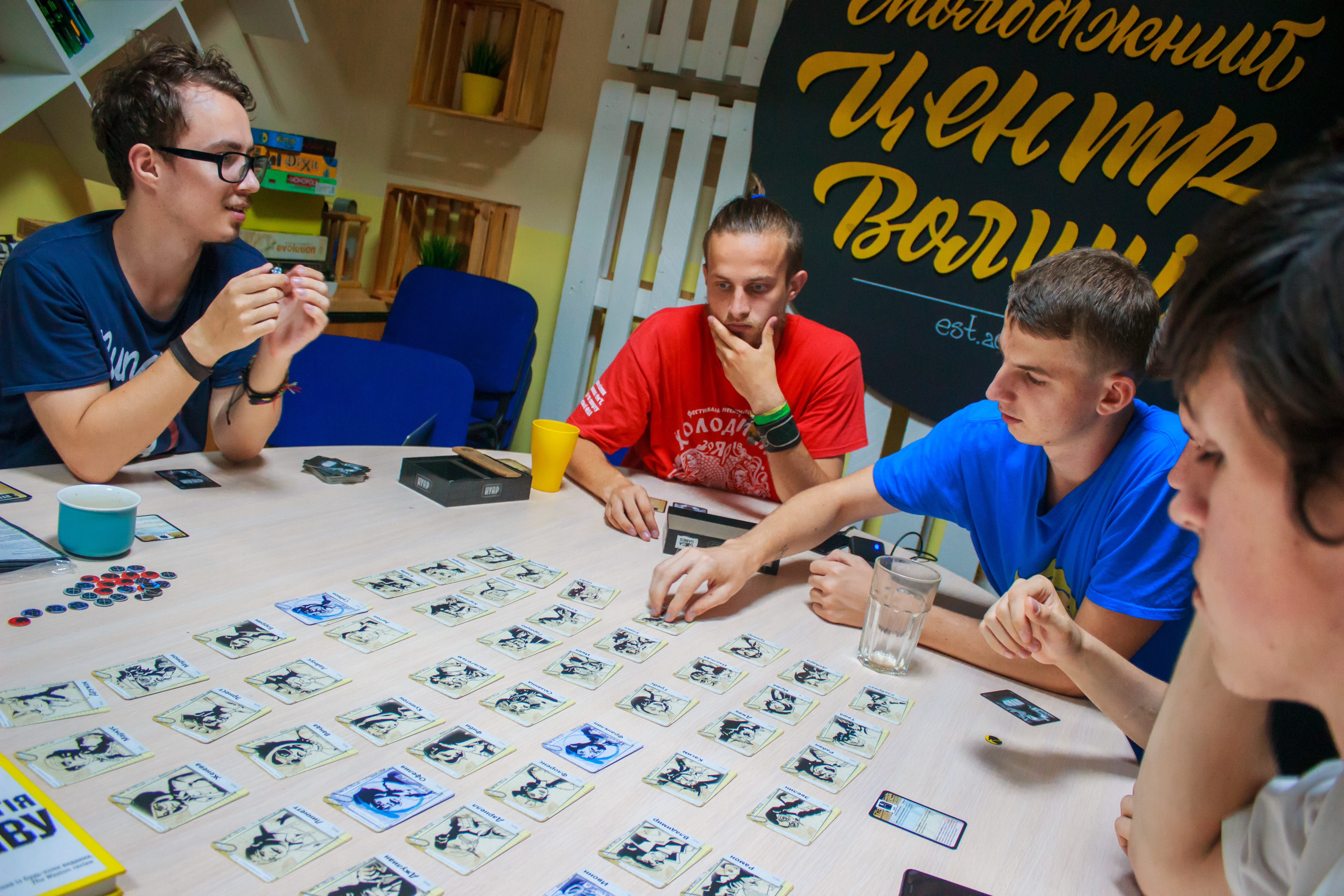
Кімната зборів (Meeting room)

- Створення комфортного середовища на базі центру.
- Розвиток проєктного мислення у молоді[3].

У центрі проводяться зустрічі із відомими лучанами, бізнесменами, підприємцями, культурними діячами, держслужбовцями тощо. Зокрема, у 2018 році МЦВ відвідали Міністр молоді та спорту України Ігор Жданов, заступник міністра молоді та спорту Олександр Ярема, команда VIP Тернопіль, ресторатор Роман Хорзов, засновник бренду «Urban Planet» Станіслав Шипіль  та інші.

## Відзнаки
У грудні 2022 центр отримав від компанії «Нова пошта» відзнаку «Варті» в номінації «Допомога в регіонах».